# Кукурику (ТВ филм)
„Кукурику” је југословенски ТВ филм из 1973. године који је режирао Јован Аћин.